# Гернси (аэропорт)

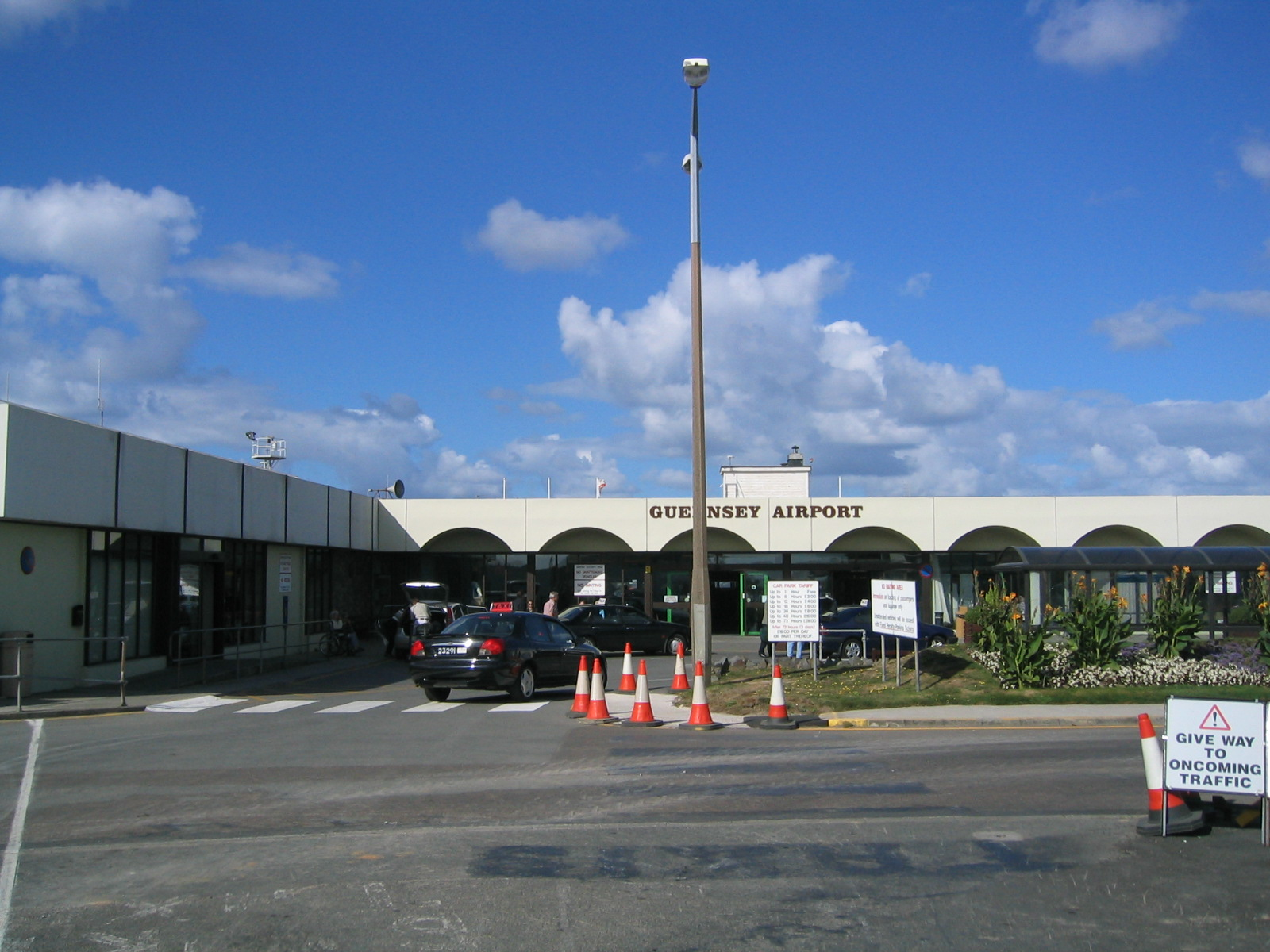
Старый терминал аэропорта Гернси, Сентябрь 2003.

Аэропорт Гернси (англ. Guernsey Airport, фр. Aéroport de Guernesey) (ИАТА: GCI, ИКАО: EGJB) — единственный аэропорт на острове Гернси. Расположен в округе Форест. Официально открыт 5 мая 1939. Регулярные рейсы начались в октябре 1946.
В 2004 был открыт новый терминал, пропускная способность которого составляет 1,25 млн пассажиров в год, этот терминал начал функционировать с 19 апреля 2004. Старый терминал должен был быть разрушен к концу мая 2004.
В 2000 пассажирооборот аэропорта составил 884 284 пассажиров в год, было совершено 56 784 взлётов-посадок. 71 % трафика был коммерческим, 27 % — общей авиации.

## Взлетно-посадочные полосы
До 1960 в аэропорту было четыре травяные взлётно-посадочные полосы длиной от 621 м до 933 м. В 1960 была открыта новая взлётно-посадочная полоса длиной 1 463 м. Она находится в эксплуатации до сегодняшнего дня.

## Авиакомпании
- Aurigny Air Services
- Blue Islands
- Flybe
- Lufthansa
  - Lufthansa Regional операторы Augsburg Airways и Contact Air
- VLM Airlines

Грузовые операторы
- Atlantic Airlines
- Channel Island Traders